# Басейн Вагу
Басейн Вагу — водозбір річки Ваг, загальною площею 19,6 тис. км². Найбільший річковий басейн Словаччини, також поширений на терени Чехії та Польщі.

## Загальна інформація
До басейну належать власне річка Ваг та басейн її притоки Нітри. На басейн Вагу припадає 37 % (16 696 км²) водної поверхні Словаччини.
На території басейну проживає близько 2,2 млн жителів. Річний стік води становить 5,4 млн м³, загальна довжина річкової мережі — майже 16 тис. км. Середньорічна витрата води становить 152 м³/с. Вода річок використовується для водопостачання, зрошення та виробництва електроенергії. На Вагу та Ораві збудовано Вазький каскад ГЕС.
Основні притоки Вагу: Орава, Кисуця, Турець, Райчанка та Нітра.

## Історія
Поселення людей у басейні з'явилися з часів палеоліту. У 10—11 століттях води річок почали використовувати для роботи водяних млинів, розвивалося рибальство. З 13 століття Ваг використовували для сплаву деревини. Перші гідротехнічні споруди для захисту від повеней у басейні Вагу з'явилися понад 500 років тому. На луках у місцях зведення дамб було прокопано дренажні канали. У минулому Ваг мав важливе транспортне та господарське значення, про що свідчать історичні документи 15—16 століть. Із 18 століття почали організовувати охоронні та водорегулювальні кооперативи у руслах нижнього Вагу та Дудвагу. Так, у 1725 році, за наказом Карла VI, створили приватну судноплавну компанію. У 17—18 століттях розроблено плани захисту поселень, у 1780 році створено інженерну контору із благоустрою річки Ваг. У 1874 році засноване перше «Товариство проти повеней» (словац. «Družstvo proti zatopám») у Трновці-над-Вагом, пізніше ще одну спілку, у Шалі. Цими спілками збудовано захисні греблі на річках Ваг та Дудваг, кілька насосних станцій та дренажні системи очищення каналів.
У 20 столітті діяльність із благоустрою Вагу продовжилася. 1930 року в Братиславі ухвалено «Генеральний проєкт постійного поліпшення річки, судноплавства та використання водної енергії», реалізація якого почалася 1932 року, коли розпочалося зведення дамб та водосховищ на Вазі. Цим проєктом охоплено питання коригування умов дренажу, використання водної енергії, організація руху водного транспорту та потреби сільського господарства. Втілення проєкту продовжилося й після Другої світової війни.